# Valerio Corte
Valerio Corte (Venecia, 1530 - Génova, 1580) fue un pintor y alquimista de la Italia del Renacimiento.
Él fue padre del pintor Cesare Corte, y es conocido por haber pintado con Tiziano. Él viajó a Francia como mercenario y ahí introdujo el estilo veneciano en este país.
Murió pobre en Génova cuando se endeudó por la alquimía.